# Municipio de Athens (Minnesota)
El municipio de Athens (en inglés: Athens Township) es un municipio ubicado en el condado de Isanti en el estado estadounidense de Minnesota. En el año 2010 tenía una población de 2177 habitantes y una densidad poblacional de 26,73 personas por km².

## Geografía
El municipio de Athens se encuentra ubicado en las coordenadas 45°25′46″N 93°13′23″O / 45.42944, -93.22306. Según la Oficina del Censo de los Estados Unidos, el municipio tiene una superficie total de 81.44 km², de la cual 79.83 km² corresponden a tierra firme y (1.99%) 1.62 km² es agua.

## Demografía
Según el censo de 2010, había 2177 personas residiendo en el municipio de Athens. La densidad de población era de 26,73 hab./km². De los 2177 habitantes, el municipio de Athens estaba compuesto por el 97.24% blancos, el 0.18% eran afroamericanos, el 0.09% eran amerindios, el 0.09% eran asiáticos, el 0.14% eran isleños del Pacífico, el 0.6% eran de otras razas y el 1.65% pertenecían a dos o más razas. Del total de la población el 0.96% eran hispanos o latinos de cualquier raza.